# 阿克兰省
阿克兰省（Aklan Province）位于菲律宾米沙鄢群岛中部的班乃岛，是西米沙鄢区的一个省，成立于1956年，人口约45万（2000年），首府卡利博。